# Campodorus nigridens
Campodorus nigridens är en stekelart som först beskrevs av Thomson 1894.  Campodorus nigridens ingår i släktet Campodorus och familjen brokparasitsteklar. Arten är reproducerande i Sverige. Inga underarter finns listade.